# Igor Lolo
Igor Lolo (Adzopé, 22 de julho de 1982) é um futebolista profissional marfinense que atua como defensor.

## Carreira
Igor Lolo representou o elenco da Seleção Marfinense de Futebol no Campeonato Africano das Nações de 2013.

## Títulos
Costa do Marfim
- Campeonato Africano das Nações: 2012 - 2º Lugar